# Cyathea squamulata
Cyathea squamulata là một loài thực vật có mạch trong họ Cyatheaceae. Loài này được (Blume) Copel. mô tả khoa học đầu tiên năm 1909.